# Kwaiantikwokets
Kwaiantikwokets (značenje, 'na drugoj strani rijeke'; San Juan Južni Pajuti; San Juan Southern Paiutes), maleno pleme američkih Indijanaca iz grupe Južnih Pajuta, porodica Shoshonean, naseljeno posljednjih nekoliko stotina godina u sjeverozapadnoj Arizoni na području današnjeg rezervata Navaho i susjednom području Utaha. kako su bili izolirani od ostalih pajutskih skupina, većina ih se ujedinila sa Navahima. San Juan Pajuti danas žive u nekoliko zajednica, napose u Willow Springsu blizu Tuba Cityja i u planinama Navajo.
Populacija u novom tisućljeća iznosi oko 260, a ekonomske aktivnosti uključuju danas uzgoj stoke i farmerstvo. Poznati su i po ručno pletenim tradicionalnim košarama, čija se stara tehnika pletenja prenosi s koljena na koljeno. 
Sjedinjene Države su pleme San Juan Pajute kao posebno pleme priznali tek 1990., a zastupaju ih plemenske vođe i članovi plemenskog vijeća  'Shuupara’api' .

## Vanjske poveznice
- San Juan Southern Paiute Tribe of Arizona  Arhivirana inačica izvorne stranice od 10. listopada 2007. (Wayback Machine)
- San Juan Southern Paiute  Arhivirana inačica izvorne stranice od 29. rujna 2007. (Wayback Machine)